# Ján Valach
Ján Valach (nascido em 19 de agosto de 1973) é um ex-ciclista profissional eslovaco. Ele representou a Eslováquia em duas edições dos Jogos Olímpicos (1996 e 2008), e mais tarde, competiu como um membro da equipe de ciclismo profissional, Dukla Trenčín-Merida, antes de sua aposentadoria oficial em 2010.

## Resultados
| Jogos        | Idade | Evento             | Equipe     | Terminou |
| ------------ | ----- | ------------------ | ---------- | -------- |
| Atlanta 1996 | 22    | Corrida em estrada | Eslováquia | 68       |
| Pequim 2008  | 34    | Corrida em estrada | Eslováquia | 61       |